# Pic de Cailliaud
Campethera cailliautii
Espèce
Statut de conservation UICN

 LC  : Préoccupation mineure
Le Pic de Cailliaud (Campethera cailliautii), connu anciennement en tant que Pic de Cailliaut, est une espèce d'oiseaux de la famille des Picidae.

## Répartition et habitat

### Répartition
Son aire de répartition s'étend sur le Ghana, le Togo, le Nigeria, le Cameroun, la Guinée équatoriale, le Gabon, la République du Congo, la République centrafricaine, le Soudan, l'Éthiopie, la Somalie, le Kenya,  l'Ouganda, la République démocratique du Congo, le Burundi, le Rwanda, la Tanzanie, le Malawi, le Mozambique, le Zimbabwe, la Zambie et l'Angola.

## Systématique
D'après la classification de référence (version 13.1, 2023) du Congrès ornithologique international, cette espèce est constituée des trois sous-espèces suivantes (ordre phylogénique) :
- Campethera cailliautii nyansae (Neumann, 1900) ;
- Campethera cailliautii cailliautii (Malherbe, 1849) ;
- Campethera cailliautii loveridgei Hartert, 1920.

Une sous-espèce supplémentaire, C. c. permista, est actuellement reconnue par Clements, et l'était anciennement par le COI et par HBW, qui l'ont depuis déplacé chez le Pic Barré, en se fondant sur des critères morphologiques. Cette classification reste incertaine, et une étude génétique de 2017 suggère que permista est plutôt apparentée à cailliautii ; elle note cependant la proximité entre cailliautii et maculosa, et la difficulté d'évaluer les échanges génétiques entre les différentes populations.